# Mollina
Mollina ist eine Gemeinde (municipio) mit 5.449 Einwohnern (Stand: 2024) in der Provinz Málaga in der Autonomen Region Andalusien im Süden Spaniens. Die Gemeinde liegt etwa 16 km von Antequera und 60 km nördlich der Provinzhauptstadt Málaga an der Küste. Die Einwohner sind als Mollinatos bekannt.

## Geographie
Der Ort gehört zum Einzugsgebiet von Antequera im Norden der Provinz. Er grenzt an Alameda, Antequera und Humilladero. 

## Geschichte
Die Ortschaft wurde im Jahre 1575 gegründet und im 19. Jahrhundert eine von Antequera unabhängige Gemeinde.

## Bevölkerungsentwicklung
| 1842  | 1900  | 1950  | 1980  | 1990  | 2000  | 2010  | 2020  |
| ----- | ----- | ----- | ----- | ----- | ----- | ----- | ----- |
| 1.771 | 3.421 | 5.310 | 3.199 | 3.089 | 3.485 | 5.115 | 5.352 |

## Wirtschaft
Die Gemeinde ist für den Anbau von Wein bekannt. Der lokale Wein ist unter der Bezeichnung Tierras de Mollina eine geschützte Marke.

## Sehenswürdigkeiten
- Kirche Nuestra Señora de la Oliva